# Hêtre noir
Espèce
Le hêtre noir (Nothofagus solandri) est un arbre endémique de Nouvelle-Zélande.